# Валбона (Албанија)
Валбона или Ваљбона је село у округу Кукеш, сјеверна Албанија. То је дио бивше општине Маргегај и налази се у долини ријеке Валбоне, јужно од планина Маја и Тата. 
На реформи локалне самоуправе из 2015. село је постало дио општине Тропоје. Као једно од главних насеља националног парка Валбоне, село обезбеђује одговарајући смештај за посјетиоце и туристе, углавном у типичним алпским кућама или гостионицама (албански: хане).